# Putita
«Putita» es una exitosa canción  y el segundo sencillo del grupo musical argentino Babasónicos, la cual fue incluida en su séptimo álbum de estudio publicado en 2003, Infame. El video de "Putita" muestra una competencia acuática donde una participante se impone sobre sus rivales.

## Significado
El origen y significado de la canción se remonta a un día en que Adrián Dárgelos junto a Mariano Roger se encontraban trabajando en su estudio, colocando caños y realizando otras tareas de construcción.
La letra de la canción sugiere una crítica a la superficialidad de la fama y cómo esta puede ser vacía sin una 'misión' o propósito.

## Lista de canciones
1. «Putita» - 3:45
2. «Putita» (Remix) - 5:23

## Premios y nominaciones
| Año  | Publicación          | País          | Lista                                               | Puesto |
| ---- | -------------------- | ------------- | --------------------------------------------------- | ------ |
| 2009 | Rock en las Américas | Latinoamérica | Las 120 mejores canciones del rock hispanoamericano | 119°   |